# Andriej Łupan
Andriej Pawłowicz Łupan (ros. Андрей Павлович Лупан, ur. 15 lutego 1912 we wsi Mikuleny w guberni besarabskiej (obecnie w Mołdawii), zm. 24 sierpnia 1992 w Kiszyniowie) – mołdawski radziecki pisarz i działacz polityczny.

## Życiorys
W 1933 wstąpił do Rumuńskiej Partii Komunistycznej i do Związku Komunistycznej Młodzieży, został wybrany sekretarzem Bloku Obrony Swobód Demokratycznych. Włączył się w działalność ruchu opowiadającego się za przyłączeniem Mołdawii do ZSRR. W 1932 rozpoczął działalność literacką. W 1941 ukończył studia na Wydziale Agronomicznym Kiszyniowskiego Instytutu Rolniczego, podczas wojny ZSRR z Niemcami był ewakuowany na wschód, na Ural, pod koniec wojny wrócił do Kiszyniowa. W 1946 został prezesem Zarządu Związku Pisarzy Mołdawskiej SRR, od 1959 do 1971 był sekretarzem Związku Pisarzy ZSRR. Od 1956 należał do KPZR. W 1947 opublikował pierwszy zbiór wierszy, Stichy, w późniejszych latach wydał kolejne. Był deputowanym do Rady Najwyższej ZSRR 4 i 5 kadencji i do Rady Najwyższej Mołdawskiej SRR 2, 3, 6 i 7 kadencji.

## Odznaczenia i nagrody
- Medal Sierp i Młot Bohatera Pracy Socjalistycznej (15 lutego 1982)
- Order Lenina (15 lutego 1982)
- Nagroda Państwowa ZSRR (1975)
- Nagroda Państwowa Mołdawskiej SRR (1967)